# Galaxy Zoo
Galaxy Zoo — интернет-проект по классификации различных типов галактик. Позволит классифицировать более 60 млн галактик, изображения которых были получены в проекте Sloan Digital Sky Survey. Входит в группу проектов гражданской науки.
Проект был создан после успеха проекта Stardust@Home. Пользователям ставится задача классифицировать изображения удалённых астрономических объектов. Специальное астрономическое образование не требуется, основы классификации изложены в руководстве пользователя на самом сайте. Для галактик определяется их класс (см. Последовательность Хаббла).
В феврале 2009 запущен улучшенный вариант проекта — Galaxy Zoo 2, в котором проводится более подробная классификация 250 тыс. наиболее ярких объектов, классифицированных в исходном проекте.
Популярность проекта привлекла других учёных, и на базе Galaxy Zoo в декабре 2009 года был создан проект Zooniverse, который предложил дополнительные задачи для решения гражданами-учёными.
На текущий момент, исключительно в проект Galaxy Zoo входят:
- «Галактический зоопарк Хаббла» (англ. Galaxy Zoo Hubble) классифицирует сотни тысяч галактик по снимкам, сделанным при помощи космического телескопа «Хаббл».
- «Галактический зоопарк: охота на сверхновые» (англ. Galaxy Zoo The hunt for supernovae).

## Открытия, совершённые в проекте
- В 2009 году по характерным признакам объектов был официально выделен новый тип галактик Pea galaxy «Green Peas», которые продолжительное время идентифицировались участниками проекта[2].